# Muna (Yucatán)
Muna ist eine ca. 13.000 Einwohner zählende Stadt auf der mexikanischen Halbinsel Yucatán; die Stadt ist gleichzeitig der Hauptort einer insgesamt knapp 14.000 Einwohner zählenden Gemeinde (municipio) im Bundesstaat Yucatán.

## Lage und Klima
Die Stadt Muna liegt ca. 67 km (Fahrtstrecke) südlich der Millionenstadt Mérida in einer Höhe von ca. 20 m; in der Nähe befindet sich eine kurze, maximal 60 m hohe Bergkette. Die viel besuchten Maya-Stätten Uxmal, Kabah, Sayil und Labná liegen im Umkreis von maximal 50 km. Das Klima ist warm bis heiß; Regen (ca. 950 mm/Jahr) fällt überwiegend im Sommerhalbjahr.

## Bevölkerung
| Jahr      | 2000   | 2010   | 2020   |
| Einwohner | 10.695 | 11.472 | 12.553 |

Die überwiegende Zahl der Einwohner ist indigener Abstammung; nur wenige sind Mestizen.

## Geschichte
Muna war schon vor der Ankunft der Spanier besiedelt und gehörte zum Einflussbereich der Tutul-Xiu-Dynastie, deren Hauptstädte zunächst Uxmal und dann Maní waren. Die Spanier unter Francisco de Montejo und dessen Sohn erreichten den Ort um das Jahr 1540. Wenige Jahre später gründete der Franziskanerorden eine Missionsstation.

## Sehenswürdigkeiten
- Bedeutendstes Bauwerk von Muna ist die im ausgehenden 16. Jahrhundert vom Franziskanerorden erbaute, einschiffige Iglesia de San Antonio de Padua (heute oft als Iglesia de La Asunción bezeichnet), deren Westfassade von zwei Glockengiebeln (espadañas) überhöht wird.
- Von einem ca. 2 km südlich der Stadt befindlichen Aussichtspunkt (mirador) hat man einen Blick  über die Stadt und das waldreiche Umland bis hin zur Tempelpyramide von Uxmal.